# Huis Renesse
Het geslacht Van Renesse, maar nu alleen nog De Renesse, behoorde tot de hogere adel van het graafschap Zeeland en werd later een Utrechts adellijk geslacht. De familie hield stand tot aan de afschaffing van de adel in 1795. Leden werden na 1814 in de nieuwe Belgische en Nederlandse adel opgenomen onder het Verenigd Koninkrijk der Nederlanden. In Nederland is het geslacht uitgestorven terwijl het in België voortleeft.

## Geschiedenis
De bewezen stamvader is Jan van Renesse die in 1318 als minderjarig wordt vermeld en als ridder in 1340. Van hem stammen zowel de Noord- als Zuid-Nederlandse takken af. De eerste tak wordt naar de heerlijkheid Wilp later Van Renesse van Wilp genoemd, die door huwelijk in 1495 in de familie kwam.
De Zuid-Nederlandse tak begint met Frederik van Renesse (†1538) die heerlijkheden verwierf in de Zuidelijke Nederlanden (Oostmalle), en door zijn huwelijk rond 1501; zijn vrouw Anna van Hamal(e) (†1550) was onder andere vrouwe van Elderen en Warfusée. Hun zoon Jan van Renesse (†1561) was heer van Warfusée. De heerlijkheid Warfusée werd op 20 januari 1609 verheven tot graafschap door keizer Rudolf II ten gunste van René de Renesse, tegelijk benoemd tot graaf van het Heilig Roomse Rijk, die tot een jongere tak behoorde. De Belgische familietak stamt van hem af.

### Na 1814: Verenigd Koninkrijk der Nederlanden

#### Renesse in Noord-Nederland
Bij Souverein Besluit van 28 augustus 1814 werd Johan Hendrik Petrus Eleonardt van Renesse, heer van Wilp en Kamperbroek (1746-1818), benoemd in de Ridderschap van Gelderland. Met zijn jongste dochter stierf de Nederlandse tak in 1855 uit.

#### Renesse in de Zuidelijke Nederlanden
In 1816 werden twee heren Van Renesse van Elderen benoemd in de Ridderschap van Limburg, met adelsbevestiging en homologatie van de titel van graaf, overdraagbaar op alle mannelijke en vrouwelijke afstammelingen. Het ging om Clément de Renesse-Breidbach (1776-1833), stamvader van alle Belgische de Renesses, en zijn broer, kanunnik François-Charles de Renesse (1784-1825).

## Enkele telgen

### Renesse in Zeeland en de Verenigde Provincies
- Jan van Renesse, heer van Wulven (†1492), schepen, burgemeester en schout van Utrecht, in de Ridderschap van Utrecht.
  - Jan van Renesse, heer van Wulven, enz. (†1535-1536), schout van Utrecht, deel uitmakende van de Ridderschap van Utrecht, was de stamvader van de Nederlandse tak.
    - Jan van Renesse (1506-1553), heer van Wulven, Wilp, enz. (ca. 1506-1553), burgemeester van Wageningen, in de Ridderschap van Utrecht.
      - Jan van Renesse (1537-1584), heer van Wulven, Wilp, enz. (†1584), in de Ridderschap van Utrecht.
        - Jan van Renesse (1560-1620), heer van Wulven en Wilp (1560-1605 tot 1609), in de Ridderschap van Utrecht.
          - Maximiliaan van Renesse, heer van Wilp (†1649), in de Ridderschap van Veluwe.
          - Willem van Renesse van Baer (1625-1675), baron van Gendt, erfkamerheer van Gelre en Zutphen.
            - Wijnand Jan van Renesse, heer van Wilp, enz. († 1715), in de Ridderschap van Veluwe.
              - Johan Pieter van Renesse van Wilp (1682-1734), in de Ridderschap van Veluwe, officier in Statendienst.
                - Wijnand Maximiliaan Jacob van Renesse van Wilp, heer van den Brinck en Suiderwyck (1714-1781), in de ridderschap van Veluwe, burgemeester van Elburg, hoofdschout van Hattem.
                  - Jonkheer Johan Hendrik Petrus Eleonardt van Renesse, heer van Wilp (1746-1818), in de ridderschap van Veluwe, burgemeester van Elburg.
                    - Jonkvrouw Anna Magdalena Frederica Henriette van Renesse van Wilp (1775-1839); trouwde in 1802 met Barthold Johan Christraan baron Mackay, heer van Ophemert en Zennewijnen (1773-1854), lid Provinciale Staten van Gelderland, lid van de familie Mackay.
                    - Jonkvrouw Wijnanda Maximiliana Jacoba van Renesse van Wilp (1777-1855), laatste telg van de Nederlandse adellijke tak.
- Frederik van Renesse, heer van Oostmalle, enz. (ca. 1470-1550), ridder, drossaard; trouwde rond 1501 met Anna van Hamal(e), vrouwe van Oostmalle, Elderen, Warfusée, enz. (1472-1550), stamouders van de Belgische adellijke tak.
  - Jan van Renesse (†1561), heer van Elderen (1556-1561), heer van Oostmalle (1538-1561).

## Afbeeldingen

Weergave van het wapen omstreeks 1483 zoals afgebeeld in het wapenboek Codex 148
Weergave volgens het register van de Hoge Raad van Adel.

### Noord-Nederland
- I. W. DES TOMBE, Het geslacht van Renesse van den Oorsprong tot 1430, Den Haag, 1897.
- Nederland's Adelsboek, 2004-2005, p. 153-165.
- Arie VAN STEENSEL, Edelen in Zeeland. Macht, rijkdom en status in een laatmiddeleeuwse samenleving. [Z.p., z.n., 2010] (proefschrift)

### Zuid-Nederland
- I. DE STEIN D’ALTENSTEIN, Renesse, in: Annuaire de la noblesse de Belgique, Brussel, 1853.
- T. DE RENESSE, Silhouettes d’Ancêtres, Brussel, 1928.
- Oscar COOMANS DE BRACHÈNE, État présent de la noblesse belge, Annuaire 1997, Brussel, 1997.
- Jean-François HOUTART, Anciennes familles de Belgique. Bruxelles, Office généalogique et héraldique de Belgique, 2008, p. 52.
- Frederik BUYLAERT, Repertorium van de Vlaamse adel (1350-1500), Gent, Academia Press, 2011.

D'Aubremé † ·
Bentinck † ·
Van den Bosch ·
De Borchgrave d'Altena ·
Van Bylandt ·
Du Chastel de la Howarderie † ·
Van Gronsfeld Diepenbrock † ·
Dumonceau ·
Van der Duyn † ·
Festetics de Tolna ·
De Ficquelmont † ·
De Geloes ·
Van der Goltz † ·
Van Heerdt † ·
Van Heiden † ·
De Hochepied ·
Van Hoensbroeck ·
Van Hogendorp · 
Von Hompesch-Rürich † · 
De Larrey † ·
Van Limburg Stirum · 
Van Lynden ·
De Marchant et d'Ansembourg ·
Van Nassau la Lecq † ·
De Norman d'Audenhove ·
Von Oberndorff ·
Van Oranje-Nassau van Amsberg · 
De Perponcher Sedlnitsky ·
Von Quadt ·
Van Randwijck ·
Von Ranzow ·
Van Rechteren ·
Van Reede † ·
Van Renesse † · 
De Riquet de Caraman ·
Schimmelpenninck ·
Zu Stolberg-Stolberg ·
Van Wassenaer † ·
Wolff Metternich † ·
Van Zuylen van Nijevelt

Geslachten die tot de adel van het Koninkrijk der Nederlanden behoren of hebben behoord. Lijst volgens opgave van de Hoge Raad van Adel. †: Geslacht uitgestorven of titel vervallen.